# Eduardo Santamarina
Eduardo Santamarina (Veracruz, 9 luglio 1968) è un attore messicano.

## Filmografia parziale

### Telenovelas
- Regina (La Dueña) (1995)
- Marisol (1996)
- Rencor apasionado (1998)
- Amigas y rivales (2001)
- Velo de novia (2003)
- Rubí (2004)
- Yo amo a Juan Querendón (2007-2008)
- Mujeres asesinas  (2009)
- Triunfo del amor (2010)
- Ni contigo ni sin ti (2011)
- Por ella soy Eva (2012)
- Libre para amarte (2013)